# Karl Gorath
Karl Gorath (Bad Zwischenahn, 12 de dezembro de 1912 — Bremerhaven, 18 de março de 2003) foi um homem homossexual que foi preso em 1938 e encarcerado por homossexualidade em Neuengamme e Auschwitz, sendo libertado de Auschwitz em 1945.
Gorath estudava enfermagem quando, aos 26 anos, foi denunciado como homossexual por um "amante ciumento" e preso sob o parágrafo 175 do código penal alemão, que definia a homossexualidade como um "acto não natural".
Gorath foi preso em Neuengamme perto de Hamburgo, Alemanha, e foi forçado a usar um triângulo rosa, identificando-o como gay e/ou travesti.
Devido à sua formação médica, Gorath foi transferido para trabalhar num hospital de prisioneiros, pertencente a um subcampo de Neuengamme. Quando ele se recusou a diminuir a ração de pão para pacientes polacos, Gorath foi transferido para Auschwitz. Lá ele usava o triângulo vermelho de um prisioneiro político, o que ele acreditava que o tinha poupado a alguma brutalidade infligida a prisioneiros identificados como homossexuais.
Em Janeiro de 1945 Gorath foi libertado, quando o Exército Vermelho libertou Auschwitz.
Depois da guerra, em 1947 foi novamente condenado: “Pelo mesmo Juiz. Rabien, era este o seu nome. Ele recebeu-me no tribunal com as palavras: ‘O senhor aqui novamente!’”.
Gorath é um dos seis homossexuais que são objecto de um documentário sobre homossexuais em campos de concentração nazis.
O filme, dos produtores Jeffrey Friedman e Rob Epstein e narrado por Rupert Everett, é chamado de "Paragraph 175".